# Hildrizhausen
Hildrizhausen is een plaats in de Duitse deelstaat Baden-Württemberg, en maakt deel uit van het Landkreis Böblingen.
Hildrizhausen telt 3.616 inwoners.
Aidlingen ·
Altdorf ·
Böblingen ·
Bondorf ·
Deckenpfronn ·
Ehningen ·
Gärtringen · 
Gäufelden ·
Grafenau ·
Herrenberg ·
Hildrizhausen ·
Holzgerlingen ·
Jettingen ·
Leonberg ·
Magstadt ·
Mötzingen ·
Nufringen ·
Renningen ·
Rutesheim ·
Schönaich ·
Sindelfingen ·
Steinenbronn ·
Waldenbuch ·
Weil der Stadt ·
Weil im Schönbuch ·
Weissach